# Финн Фольквальдинг
Финн Фольквальдинг (з.-фриз. Finn Folcwalding) — легендарный король фризов. Он упоминается в «Видсиде», «Беовульфе» и «Финнсбургском фрагменте». Историки видят в нём скорее легендарную, чем историческую фигуру, поскольку он известен только по средневековому фольклору. Он был сыном Фольквальда и женат на Хильдебург, дочери конунга данов Хока Хальвдина. Был убит в бою с союзником Хнефа Хенгестом после того, как Хнеф сам был убит фризами.

Отрывок из «Беовульфа» в переводе на русский (строки 1089—1090) гласит: 
«…ещё обещался наследник Фольквальда
дарами, как должно, приветить данов:…»
Финн, сын Фодепальда (то есть Фольквальда), также упоминается в родословной саксонских предков легендарных королей Кента, который появляется в «Истории бриттов». Уэссекские и берницийские королевские генеалогии в англосаксонских хрониках называют Финна в королевской родословной сыном Годвульфа, и неясно, имелся ли ввиду тот самый легендарный Финн. Ричард Норт отмечал, что Folcwalda «идентична первому элементу fólcvaldi goða („правитель воинства богов“), который является эпитетом, относящимся к Фрейру».
Эпизод о Финнбурге из «Беовульфа» описывает битву между данами и фризами, в которой участвовал и Хенгест. После пятидневной битвы при Финнсбурге Финн должен был заплатить вергельд в рамках мирного договора, чтобы компенсировать павших воинов. Фризы вернулись в свою фризскую землю в укреплённый город. Той зимой Хенгест остался с Финном в его замке, потому что море замерзло. Однако весной Гутлаф и Ослаф прибыли на корабле в Финнсбург, и Финн был убит, а его жена Хильдебург увезена обратно в земли данов. «Финнсбургский фрагмент» взят из утерянного текста. Однако между эпизодом и фрагментом есть значительное сходство.
Финн является центральным героем книги «Финн и Хенгест», монографии о «Финнсбургском фрагменте» Дж. Р. Р. Толкина, отредактированной Аланом Блиссом и опубликованной посмертно в виде книги в 1982 году.